# Didyma
Didyma (azi Didim, Turcia) a fost un oraș antic grec din Ionia. Era situat la cca 150 km sud de actualul oraș Izmir. Orașul adăpostea un însemnat templu închinat zeului Apollo, templu ale cărui ruine sunt și azi impresionante.

## Templul din Didyma
Acest templu a fost întrecut ca mărime în fosta Ionia numai de templul Heraion de pe insula Samos și de templul lui Artemis (Artemision) din Efes (Ephesos). Se numără printre cele mai bine conservate construcții ale antichității. Templul de la Didyma a fost construit în jurul anului 300 î.Hr. Plinta de tip stilobat (postamentul principal al templului) măsoară 109 x 51 m; templul propriu-zis este înconjurat cu două șiruri de coloane (de 21/10 și 19/8 coloane). În hala de intrare (în planul alăturat în dreapta) se află încă 12 coloane. Templul găzduia statuia lui Apollo, precum și un izvor cu apă dulce sfânt (în plan marcat cu un „A”). Cu coloanele în ordinul ionic de 19,7 m înălțime, aceste ruine dau vizitatorilor o impresie de grandoare.

## Planul templului

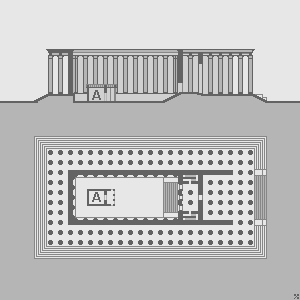
Planul templului lui Apollo din Didyma

## Galerie de imagini

Didyma (Templul lui Apollo)
Didyma (Templul lui Apollo)
Didyma (Templul lui Apollo)
Didyma (Templul lui Apollo)